# Yomi Bankole
Yomi Bankole (* 7. Januar 1960; † 29. Januar 2012 in Lagos) war ein nigerianischer Tischtennisspieler mit internationaler Karriere in den 1980er und 1990er Jahren. Bei afrikanischen Kontinentalturnieren gewann er mehrere Medaillen, zudem nahm er an drei Weltmeisterschaften sowie an den zwei Olympischen Spielen teil.

## Werdegang
Bei Afrikameisterschaften wurde Yomi Bankole 1985 Zweiter im Einzel und Sieger mit der nigerianischen Mannschaft. 1988 kam er im Einzel ins Halbfinale, im Doppel wurde er Zweiter mit Fatai Adeyemo. 1987 trat er bei den African Games an. Hier holte er mit der Mannschaft Gold, im Einzel erreichte er das Endspiel. Dreimal wurde er für Weltmeisterschaften nominiert, nämlich 1983, 1985 und 1989, kam dabei jedoch nie in die Nähe von Medaillenrängen. 
1988 und 1992 qualifizierte sich Yomi Bankole für die Teilnahme an den Olympischen Spielen. 1988 gelangen ihm in den Gruppenspielen im Einzel drei Siege, nämlich gegen Zsolt Harczi (Ungarn), Alain Choo-choy (Mauritius) und Abdul Wahab Ali (Irak). Da er jedoch auch vier Niederlagen in Kauf nehmen musste, erreichte er nicht die Hauptrunde. Im Doppelwettbewerb gelang ihm mit seinem Partner Fatai Adeyemo in den Gruppenspielen bei sechs Niederlagen lediglich ein Sieg gegen die Brasilianer Carlos Kawai/Cláudio Kano, womit die Hauptrunde verpasst wurde. Auch 1992 scheiterte er im Einzel in den Gruppenspielen, wo er zwei Spiele verlor und sich lediglich gegen Raed Hamdan durchsetzte. Im Doppel mit Segun Toriola besiegte er die Kubaner Rubén Arado/Santiago Roque. Wegen zwei Niederlagen gegen ein englisches und ein chinesisches Doppel war in den Gruppenspielen Endstation.
Nach 1992 trat Yomi Bankole bei bedeutenden internationalen Wettbewerben nicht mehr auf.
2004 wurde er wegen eines bewaffneten Raubüberfalles zu vier Jahren Gefängnis verurteilt. Nach seiner Entlassung spielte er weiterhin Tischtennis, ehe er 2012 nach kurzer Krankheit starb.